# Zbór Ewangelicznej Wspólnoty Zielonoświątkowej w Sanoku
Zbór Ewangelicznej Wspólnoty Zielonoświątkowej w Sanoku – zbór Ewangelicznej Wspólnoty Zielonoświątkowej w Sanoku.

## Historia
Geneza powstania wspólnoty związana jest z członkami zboru Ewangelicznej Wspólnoty Zielonoświątkowej w Woli Piotrowej, którzy rozpoczęli prowadzić działalność misyjną na terenie Sanoka. Zainaugurowana została ona na skutek powstania proroctwa dwóch członkiń byłego zboru Kościoła Metodystycznego w Sanoku, funkcjonującego do II wojny światowej, które mówiły o przybyciu na te tereny ludzi obcej mowy, którzy dzięki swojej pracy ewangelizacyjnej przyczynią się do założenia w Sanoku nowego zboru.
W 1982 członkowie zboru w Woli Piotrowej zorganizowali na terenie miasta „Wieczór pieśni chrześcijańskiej”, który odbył się w Sanockim Domu Kultury. Utworzona została również grupa domowa, której członkowie rekrutowali się początkowo głównie spośród wiernych dawnego zboru metodystycznego. Członkowie grupy rozpoczęli gromadzić się w prywatnych mieszkaniach, początkowo przy ul. Ogrodowej, a następnie przy ul. Sadowej.
W 1987 z uwagi na wzrost liczby gromadzących się wiernych, wynajęto lokal w budynku przy Rynku 16. Pomieszczenie to posiadało 18,65 m² powierzchni i było własnością Urzędu Miejskiego. Również i ono stało się za małe na potrzeby wspólnoty, w związku z czym spotkania zostały przeniesione w 1992 do budynku przy ul. Dobrego Wojaka Szwejka 2, gdzie wierni gromadzili się w pomieszczeniu o powierzchni 105 m². Rozpoczęto także starania u władz miejskich o nabycie działki pod budowę własnego domu modlitwy lub pozyskanie odpowiedniego budynku, który można by na niego przekształcić. 
Urząd Miejski przedstawił propozycję zakupu obiektu przy ul. Zamkowej 11. W przeszłości nieruchomość ta posiadała numer ewidencyjny 217 i na przełomie XIX/XX stanowiła budynek szpitala wojskowego (lazaret). Oferta ta została przyjęta i wspólnota rozpoczęła gromadzenie funduszy na ten cel, których większość pozyskała ze składek zborów w Woli Piotrowej, Puławach i Wisłoczku. Transakcja nabycia nieruchomości miała miejsce w czerwcu 1994, następnie przystąpiono do remontu obiektu.
Oficjalne otwarcie domu modlitwy przy ul. Zamkowej miało miejsce w czerwcu 1995.